# Club Témoin
Le club Témoin est un club de réflexion politique en France créé par Jacques Delors en 1992, actif pendant les années 1990.

## Caractéristiques
Lancé par Jacques Delors dans les derniers mois de 1992,,,,, il a été notamment animé par Martine Aubry, fille de Jacques Delors, par Ségolène Royal, Jean-Pierre Mignard et Jean-Yves Le Drian. François Hollande en a été également président pendant plusieurs années, de sa création à 1997.
Les activités du club étaient axées sur les questions économiques et européennes, dans le cadre de la social-démocratie. 
En 1993, François Hollande en prend la présidence après la déroute du Parti socialiste aux élections législatives.
Parmi les principaux animateurs des Clubs Témoin, on retrouve plusieurs personnalités qui seront des soutiens de François Hollande quand il deviendra premier secrétaire du PS : leur principal relais à l'Assemblée nationale, la députée Ségolène Royal, Jean-Yves Le Drian accueille plusieurs rassemblements des clubs dans sa ville de Lorient, Élisabeth Guigou, députée européenne, Pascal Lamy (futur directeur de l'OMC), directeur de cabinet de Jacques Delors à la présidence de la Commission européenne, Jean-Pierre Jouyet (qui deviendra ministre de Nicolas Sarkozy), autre collaborateur de Jacques Delors et ancien président de Démocratie 2000, ancêtre des clubs Témoin.
Le Club Témoin était un think tank destiné à soutenir l'éventuelle candidature de Jacques Delors à l'élection présidentielle de 1995. Avec le soutien revendiqué de 2 000 intellectuels et politiques multipliant colloques et revues à travers le pays, les créations locales de clubs Témoin se multiplient en 1994 alors François Hollande préparer la publication pour décembre d'un manifeste des travaux du club qui pourrait préfigurer le projet présidentiel de Jacques Delors. Toutefois, Delors renonce en 1995 à se présenter, laissant Lionel Jospin assurer cette responsabilité. Cependant, avant cela, en décembre 1994, le premier secrétaire du PS Henri Emmanuelli intègre François Hollande à la direction du PS, dont il restera membre sous Jospin.
François Hollande en quitte la présidence en juin 1997 après être devenu premier secrétaire du PS, une fois Lionel Jospin devenu premier ministre, et cède ensuite cette responsabilité à l'avocat Jean-Pierre Mignard. Le trésorier de la structure est Jean-Jacques Augier, qui sera le mandataire financier de François Hollande lors de sa campagne présidentielle de 2012.
Dans leur livre La Caste cannibale, les journalistes du Point Sophie Coignard et Romain Gubert narrent une conversion des principaux responsables socialistes au social-libéralisme sous l'influence de l'héritage des clubs Témoin. Au début des années 1990, les technocrates rassemblés autour de Pascal Lamy et Philippe Lagayette et de la frange libérale du PS estiment que Delors est le seul « à pouvoir faire cette révolution libérale dont la France a besoin, à rompre avec le keynésianisme sans brusquer la société ».
Le club a édité La Revue des clubs Témoin, ce qui permettait « d'inviter » des experts économiques de gauche et du centre à exposer certaines idées réformistes comme la limitation de la dette publique.
Le club a été mis en sommeil à la fin des années 1990 puis réactivé un temps à partir de 2004 quand François Hollande envisage de se présenter campagne présidentielle de 2007.